# 科尔沁扎萨克达尔罕亲王
科尔沁左翼中旗扎萨克和硕达尔罕亲王为清朝内扎萨克蒙古科尔沁左翼中旗的世袭扎萨克和硕亲王。清崇德元年（1636年）皇太极封满珠习礼为多罗巴图鲁郡王。顺治九年（1652年）赐达尔罕号。顺治十六年（1659年）晋封和硕达尔罕巴图鲁亲王，掌左翼，诏世袭罔替。康熙四年（1665年）满珠习礼逝世，长子和塔袭和硕达尔罕亲王，停“巴图鲁”号。满洲国时期，该旗扎薩克在1932年廢除由旗長取代。

## 扎薩克達爾罕親王世系
| 世代     | 名             | 年份           | 備註                                                   |
| -------- | -------------- | -------------- | ------------------------------------------------------ |
| 第一代   | 滿珠習禮       | 1652年－1665年 | 寨桑第四子，孝庄文皇后四兄                             |
| 第二代   | 和塔           | 1665年－1669年 | 滿珠習禮长子，和硕公主所生                             |
| 第三代   | 班第           | 1671年－1710年 | 和塔长子，固倫端敏公主之額駙                           |
| 第四代   | 羅蔔藏袞布     | 1710年－1752年 | 班第长子，固伦端敏公主所生，裕親王福全第五女之和碩額駙 |
| 第五代   | 色布騰巴勒珠爾 | 1752年－1755年 | 羅蔔藏袞布第三子，固倫和敬公主之額駙                   |
| 第六代   | 色旺諾爾布     | 1755年－1773年 | 色布騰巴勒珠爾之兄，羅蔔藏袞布次子                     |
| 第七代   | 旺札勒多爾濟   | 1774年－1798年 | 色旺諾爾布长子                                         |
| 第八代   | 丹曾旺布       | 1798年－1808年 | 旺札勒多爾濟长子                                       |
| 第九代   | 布彥溫都爾瑚   | 1808年－1838年 | 丹曾旺布长子                                           |
| 第十代   | 索特那木朋素克 | 1838年－1874年 | 布彥溫都爾瑚长子                                       |
| 第十一代 | 棍布旺濟勒     | 1874年－1884年 | 索特那木朋素克长子                                     |
| 第十二代 | 那木濟勒色楞   | 1884年－1931年 | 棍布旺濟勒独生子                                       |